# Prisoje (Tomislavgrad)
Pour les articles homonymes, voir Prisoje.
Prisoje (en cyrillique : Присоје) est un village de Bosnie-Herzégovine. Il est situé dans la municipalité de Tomislavgrad, dans le canton 10 et dans la fédération de Bosnie-et-Herzégovine. Selon les premiers résultats du recensement bosnien de 2013, il compte 1 251 habitants.

## Géographie
Le village est sur les rives du lac de Buško.

## Démographie

### Évolution historique de la population dans la localité
| 1948 | 1953 | 1961  | 1971  | 1981  | 1991  | 2013  |
| ---- | ---- | ----- | ----- | ----- | ----- | ----- |
| -    | -    | 2 085 | 1 773 | 1 329 | 1 150 | 1 251 |

|  |

### Communauté locale
En 1991, la communauté locale de Prisoje comptait 1 319 habitants, répartis de la manière suivante :

## Personnalités
- Dražen Kutleša (né en 1968), évêque du diocèse de Poreč-Pula (en Croatie)
- Vlado Šola (né en 1968), ancien joueur de handball